# Jeremy Lamb
Jeremy Emmanuel Lamb (* 30. Mai 1992 in Norcross, Georgia) ist ein ehemaliger US-amerikanischer Basketballspieler, der zehn Jahre in der NBA unter Vertrag stand.

## College
Lamb spielte zwei Jahre für die University of Connecticut. In seinem ersten Jahr mit den Huskies gewann er an der Seite von Kemba Walker die NCAA-Meisterschaft. Nachdem Walker in die NBA gewechselt war, wurde Lamb der Führungsspieler der Hochschulmannschaft. Er schloss sein Sophomorejahr mit Mittelwerten von 17,7 Punkten und 4,9 Rebounds ab. Er beschloss danach, ebenfalls in die NBA zu wechseln.

## NBA
Beim NBA-Draft 2012 wurde Lamb zunächst von Houston Rockets ausgewählt. Am 27. Oktober 2012 wurde er gemeinsam mit Kevin Martin und künftigen Draft-Auswahlrechten zu den Oklahoma City Thunder transferiert. Im Gegenzug wechselte unter anderem James Harden zu den Rockets. Bei den Thunder erhielt Lamb in seinem ersten Jahr nur wenig Einsatzzeit und erzielte in 23 Spielen 3,1 Punkte pro Spiel. Einen Großteil seines ersten Profijahres verbrachte Lamb überdies bei den Tulsa 66ers in der NBA D-League.
In seinem zweiten Jahr erhielt Lamb eine wichtigere Rolle in Oklahoma City und erzielte im Mittel 8,5 Punkte, 2,4 Rebounds und 1,5 Vorlagen in 78 Spielen. Am 29. Dezember 2013 erzielte er beim 117:86-Sieg über die Houston Rockets mit 22 Punkten seine bislang höchste Ausbeute in einem NBA-Einsatz.
Am 25. Juni 2015 wurde Lamb im Tausch gegen Luke Ridnour und ein Draft-Zweitrundenauswahlrecht an die Charlotte Hornets abgegeben. Lamb spielte insgesamt vier Jahre bei den Hornets, bei denen er sich zu einem wertvollen Rollenspieler entwickelte und in der Saison 2018/19 mit 15,3 Punkten und 5,5 Rebounds pro Spiel bisherige Höchstwerte seiner NBA-Laufbahn erzielte. Im Sommer 2019 unterschrieb er einen Vertrag bei den Indiana Pacers. Bei seiner neuen Mannschaft sank seine Einsatzzeit in den folgenden Jahren. Im Februar 2022 gab Indiana ihn an die Sacramento Kings ab. Die Kalifornier strichen Lamb im Oktober 2023 aus ihrem Aufgebot. Lamb spielte daraufhin die Saison 2023/24 bei den Stockton Kings, einem Farmteam der Sacramento Kings in der G-League.
Im August 2024 verkündete Lamb seinen Rücktritt vom Profisport.

## NBA-Statistiken

### Hauptrunde
| Saison  | Team               | GP  | GS  | MPG  | FG % | 3P % | FT %  | RPG | APG | SPG | BPG | PPG  |
| ------- | ------------------ | --- | --- | ---- | ---- | ---- | ----- | --- | --- | --- | --- | ---- |
| 2012–13 | Oklahoma City      | 23  | 0   | 6.4  | .353 | .300 | 1.000 | 0.8 | 0.2 | 0.1 | 0.1 | 3.1  |
| 2013–14 | Oklahoma City      | 78  | 0   | 19.7 | .432 | .356 | .797  | 2.4 | 1.5 | 0.7 | 0.3 | 8.5  |
| 2014–15 | Oklahoma City      | 47  | 8   | 13.5 | .416 | .342 | .891  | 2.3 | 0.9 | 0.4 | 0.1 | 6.3  |
| 2015–16 | Charlotte          | 66  | 0   | 18.6 | .451 | .309 | .727  | 3.8 | 1.2 | 0.6 | 0.5 | 8.8  |
| 2016–17 | Charlotte          | 62  | 5   | 18.4 | .460 | .281 | .853  | 4.3 | 1.2 | 0.4 | 0.4 | 9.7  |
| 2017–18 | Charlotte          | 80  | 18  | 24.6 | .457 | .370 | .861  | 4.1 | 2.3 | 0.8 | 0.4 | 12.9 |
| 2018–19 | Charlotte          | 79  | 55  | 28.5 | .440 | .348 | .888  | 5.5 | 2.2 | 1.1 | 0.4 | 15.3 |
| 2019–20 | Indiana            | 46  | 42  | 28.1 | .451 | .335 | .836  | 4.3 | 2.1 | 1.2 | 0.5 | 12.5 |
| 2020–21 | Indiana            | 36  | 8   | 21.3 | .435 | .406 | .947  | 3.6 | 1.5 | 0.9 | 0.6 | 10.1 |
| 2021–22 | Indiana/Sacramento | 56  | 0   | 16.7 | .383 | .324 | .840  | 2.8 | 1.4 | 0.6 | 0.4 | 7.3  |
| Gesamt  | Gesamt             | 573 | 136 | 20.8 | .439 | .342 | .857  | 3.6 | 1.6 | 0.7 | 0.4 | 10.1 |

### Play-offs
| Saison  | Team          | GP | GS | MPG | FG % | 3P %  | FT %  | RPG | APG | SPG | BPG | PPG |
| ------- | ------------- | -- | -- | --- | ---- | ----- | ----- | --- | --- | --- | --- | --- |
| 2013–14 | Oklahoma City | 11 | 0  | 9.1 | .405 | .143  | 1.000 | 1.5 | 0.6 | 0.6 | 0.1 | 3.6 |
| 2015–16 | Charlotte     | 3  | 0  | 4.0 | .556 | 1.000 | .000  | 1.3 | 0.3 | 0.0 | 0.0 | 3.7 |
| Gesamt  | Gesamt        | 14 | 0  | 8.0 | .431 | .200  | 1.000 | 1.4 | 0.6 | 0.5 | 0.1 | 3.6 |